# Mandelsulz

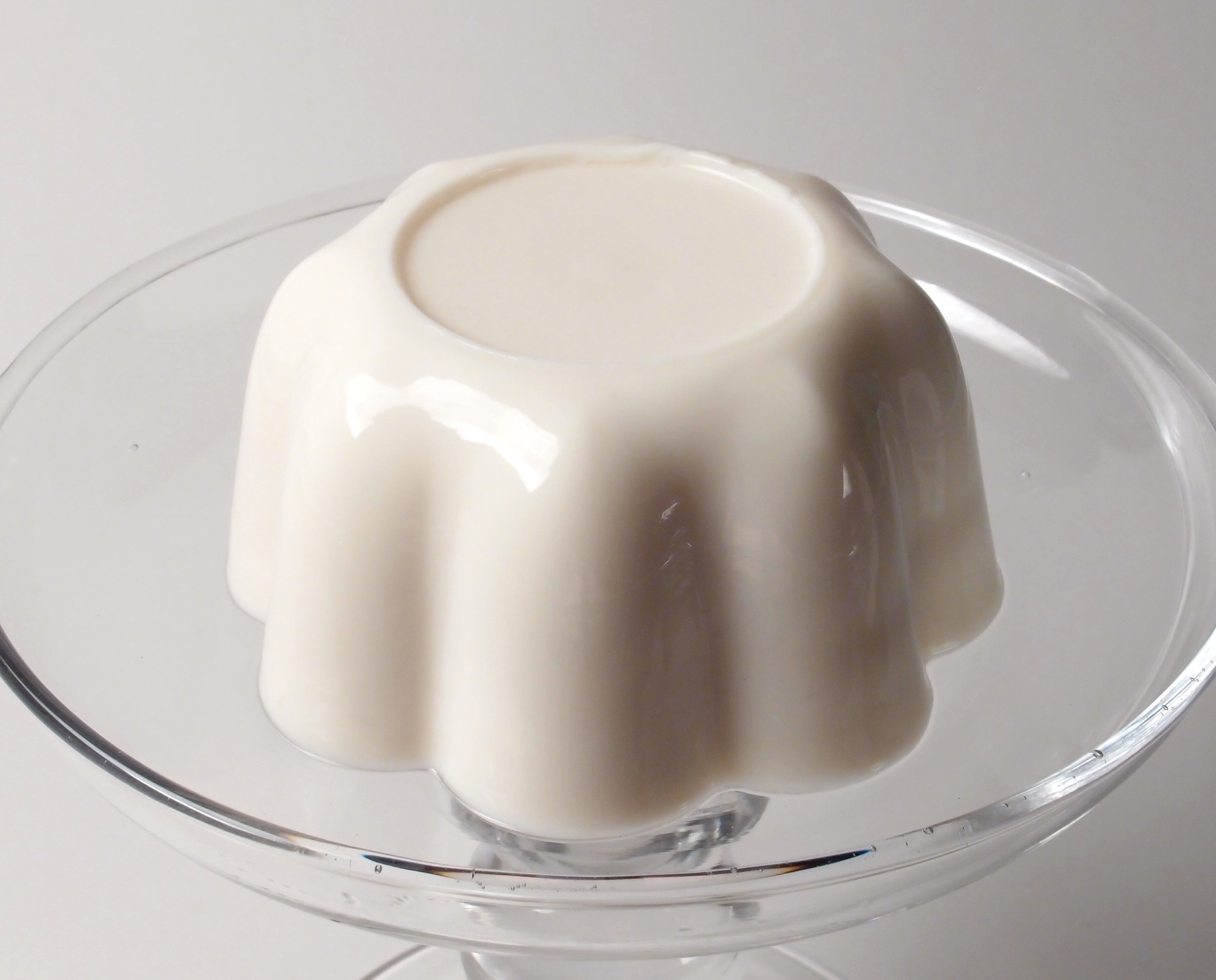
Gestürzte Mandelsulz

Mandelsulz (auch Blanc-manger [blãmãʒe], französisch für weiße Speise) ist eine Süßspeise aus zerkleinerten Mandeln, Zucker und Gelatine. Im Wesentlichen handelt es sich um ein Gelee aus gesüßter Mandelmilch; in jüngeren Rezepten wird auch noch Schlagsahne untergehoben. Mandelsulz lässt sich außerdem in vielen Geschmacksrichtungen zubereiten, zum Beispiel mit pürierten Erdbeeren oder Himbeeren, Kaffee, Schokolade oder Pistazien.
Ein völlig anderes Gericht ist das gelegentlich als Variante aufgeführte „englische Blanc-Manger“ (englisch blancmange) – dies ist mit Maisstärke gesteifte, gezuckerte, gegebenenfalls aromatisierte Milch und enthält weder Mandeln noch Gelatine.

## Zubereitung
Auguste Escoffier beschreibt in seinem Mandelsulz-Rezept zuerst die Zubereitung der Mandelmilch: Man nehme 500 g süße Mandeln und 4–5 Bittermandeln. Die Mandeln werden gewässert und geputzt, dann zerstoßen, wobei löffelweise 0,8 l Wasser hinzugegeben werden. Die Masse wird unter Drehen durch ein Tuch gepresst, sodass etwa 0,7 l Mandelmilch entsteht. Es geht weiter mit der Beschreibung der Zubereitung des Mandelsulz: In der Mandelmilch werden 200 g Zucker aufgelöst. Anschließend wärmt man einen Teil des Sirups auf, löst 30 g Gelatine darin auf und gibt sie zu dem Mandelmilchsirup. Die Masse wird dann durch ein Musselintuch passiert, in eine Form gefüllt, gekühlt und gestürzt.

## Geschichte
Kulturhistoriker halten es für möglich, dass das Gericht ursprünglich aus der arabischen Küche übernommen wurde, die ein Gericht mit dem Namen isfidhabaj (weiße Speise) kannte. Die meisten Rezepte hierfür enthielten aber offenbar keine Mandelmilch, dafür mitunter fein zerkleinerte oder gestoßene Hühnchenbrust. Es ist ein Merkmal der arabischen Küche, Fleischgerichte auch süß zuzubereiten.

Erste Seite aus dem buoch von guoter spîse, um 1350. Das zitierte Mandelsulzrezept ist das untere in der rechten Spalte.

Mandelsulz ist seit dem Mittelalter in Europa bekannt. Rezepte dafür sind seit dem 14. Jahrhundert aus verschiedenen europäischen Ländern überliefert. So findet sich beispielsweise als drittes Rezept im buoch von guoter spîse, dem ältesten deutschsprachigen Kochbuch (entstanden um 1350), das folgende Rezept für Blanc-manger (blamenser):

Wilt du machen einen blamensier. Wie man sol machen einen blamenser. Man sol nemen zigenin milich. und mache mandels ein halp phunt. einen virdunc ryses sol man stozzen zu mele. und tu daz in die milich kalt. und nim eines hunes brust, die sol man zeisen. und sol die hacken dor in. und ein rein smaltz sol man dor in tun. und sol ez dor inne sieden. und gibs im genuc. und nimme ez denne wider. und nim gestozzen violn, und wirfe den dor in. und einen vierdunc zuckers. tu man dor in und gebs hin. Also mac man auch in der vasten machen einen blamenser von einem hechede.

Auch das 76. und 77. Rezept des Buches behandeln Rezepte für Mandelsulz.
„Weißes Essen“ war eine gehobene Speise des europäischen Adels. Es wird unter anderem im Prolog der Canterbury Tales erwähnt. Es wurde ursprünglich sowohl süß als auch herzhaft mit Reis, Fleisch, Geflügel und Fisch zubereitet. Die wichtigsten Zutaten waren Milch oder Mandelmilch, Zucker, Huhn oder Fisch, häufig auch Reis. Da in dieser Zeit noch keine Gelatine verwendet wurde, nutzte man andere kollagenhaltige Bindemittel wie Hausenblase oder ausgekochte Kalbsfüße. Blanc-Manger war ein Hauptgericht.
Im 18. Jahrhundert war Mandelsulz in der deutschen Küche ein „Beigericht“, also noch kein Nachtisch. Die Oeconomische Encyclopädie von Johann Georg Krünitz bezeichnet Blanc manger als „eine Mandel-Suppe mit Fleischbrühe zugerichtet; oder eine aus einer kräftigen Fleischbrühe, oder mit Saft von Kapaunen, oder von blanchierten Kalbsfüßen etc. mit Milch oder kleingestoßenen Mandeln und einem Zusatz von Zucker und Gewürz zubereitete weiße Gelee oder Gallerte.“ Mittlerweile wurde also auch Gelatine zur Zubereitung verwendet.
Später wurde der Begriff Blanc-Manger auf die Süßspeise verengt, die mittlerweile auch mit Maisstärke oder Pfeilwurzelmehl hergestellt wurde. Im 17. Jahrhundert entwickelte sich die Mandelsulz in England zu einem fleischlosen Pudding, der mit Sahne, Eiern und später mit Gelatine zubereitet wurde.
Meyers Konversationslexikon bezeichnet das Gericht Ende des 19. Jahrhunderts als „aus Sahne, Mandelmilch etc. mit Hausenblase unter Zusatz von Vanille oder anderem Gewürz bereitetes Gelee.“
Blanc-Manger verlor seit Beginn des 20. Jahrhunderts gegenüber anderen Süßspeisen an Bedeutung. Bereits 1907 beklagte Escoffier, dass Blanc-Manger „heute nur noch selten gemacht“ werde, obwohl es eine der besten Süßspeisen sei.

## Verbreitung und Etymologie
Das Wort Blanc-Manger stammt vom altfranzösischen blanc mangier. Im modernen englischen wissenschaftlichen Sprachgebrauch etablierte sich auch für die Süßspeise der Begriff whitedish. Im Mittelalter existierten für Blanc-Manger diverse regionale Bezeichnungen:
- englisch: blancmanger, blankmanger, blank maunger, blomanger, blamang
- katalanisch: menjar blanch, menjar blanc, menjablanc
- portugiesisch: manjar branco
- italienisch: mangiare bianco, biancomangiare, blanmangieri, bramangere
- spanisch: manjar blanco
- niederländisch und flämisch: blanc mengier
- deutsch: blamensir
- lateinisch: albus cibus, esus albus

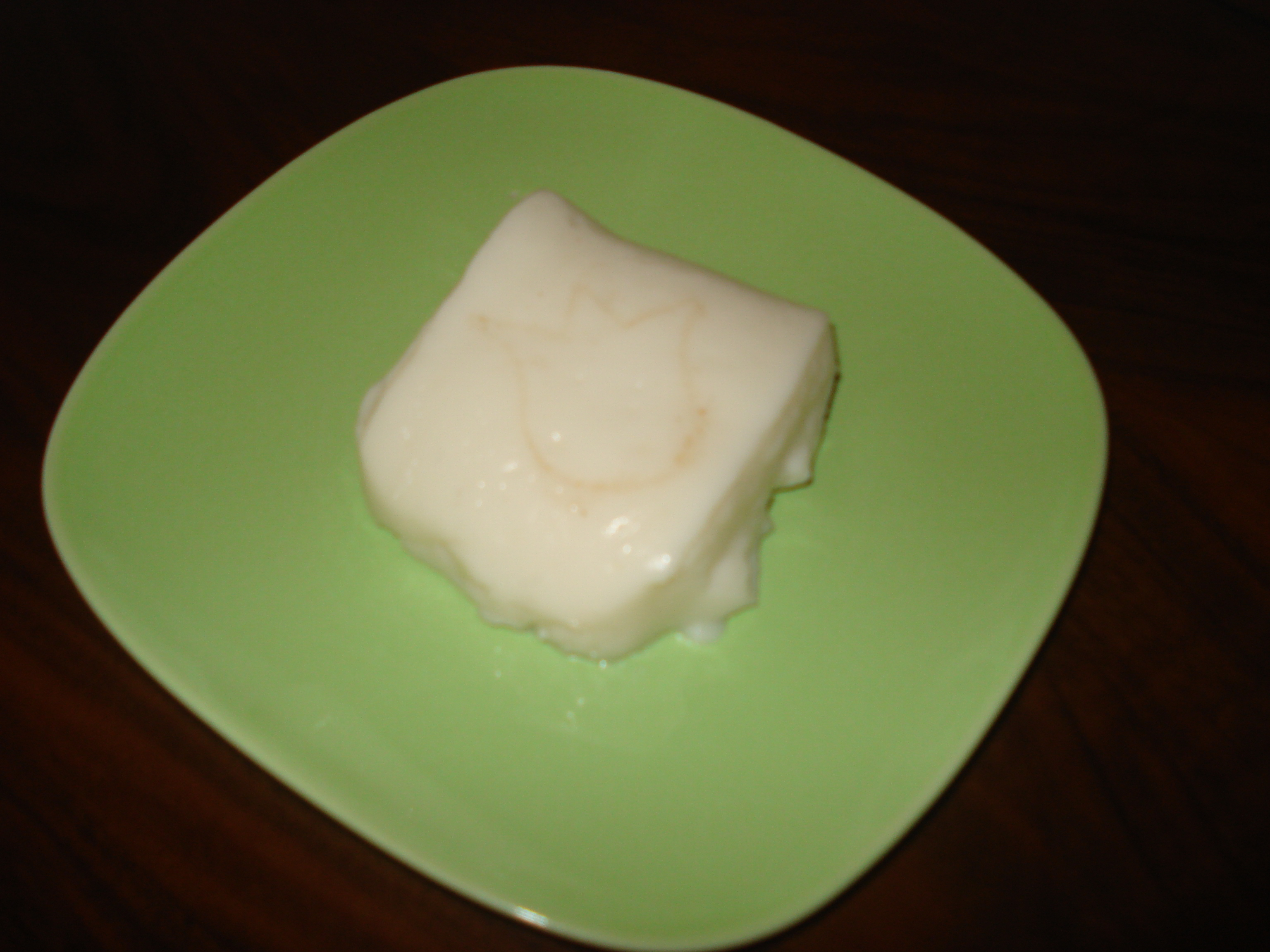
Tavuk Göğsü

Ein dem Blanc-Manger ähnliches Gericht, das heute noch in der Türkei mit Hühnerfleisch zubereitet wird, ist Tavuk Göğsü. In Italien gilt das heute Biancomangiare genannte Blanc-Manger als landestypische Süßspeise, besonders in Sizilien, Sardinien (papai-biancu) und im Aostatal.

## Varianten
Mandelsulz lässt sich durch Zugabe von pürierten Früchten, Schokolade, Kaffee, Likör und anderen geschmacksgebenden Zutaten in vielen Geschmacksrichtungen abwandeln; auch können die Mandeln ganz oder teilweise durch Haselnüsse oder Pistazien ersetzt werden. Ist die Grundzubereitung tatsächlich noch von reiner weißer Farbe, so gilt das für die Varianten natürlich oftmals nicht mehr. Dennoch heißen auch sie Blancs-Mangers; die französische Bezeichnung wird nicht mehr wörtlich aufgefasst – selbst die farbenfrohe gebänderte Mandelsulz heißt französisch blanc-manger rubané.